# Юніон Фламенго Сантос

Старий логотип клубу

Футбольний клуб «Юніон Фламенго Сантос» або просто «Юніон Фламенго Сантос» (англ. Uniao Flamengo Santos Football Club) — професіональний ботсванський футбольний клуб з міста Габане. 

## Історія
Футбольний клуб «Юніон Фламенго Сантос» було створено в 2003 році в містечку Габане, в 15 км на захід від Габороне. Команда названа на честь двох бразильських клубів Фламенгу та Сантоса. Тим не менше, традиційні кольори клубу - блакитний та білий, а домашня форма клубу подібна до форми футбольної збірної Аргентини. У перший рік свого існування, клубу вдалося вийти з Другого дивізіону до Першого, де у сезоні 2004-2005 років, команда завершила чемпіонат у нижній частині турнірної таблиці та змушена була повернутися до Другого дивізіону. Перебування у Другому дивізіоні обмежилося лише одним сзоном, і, зрештою, Юніону вдавалося виступати або в Першому, або у вищому дивізіонах національного чемпіонату аж до сезону 2013-2014 років, за підсумками якого клуб вилетів до Другого дивізіону. Але, як і минулого разу, провівши у ньому один сезон, уже в сезоні 2014/15 років Юніон поветається до південної зони Першого дивізіону та посідає в ньому високе 3-тє місце.
Команда брала участь у 8-ми розіграшах національного чемпіонату серед клубів Прем'єр-ліги, в яких найкращим осягненням команди буди бронзові нагороди чемпіонату в 2008 та 2010 роках. Перший національний титул клуб виграв в 2009 році, коли здобув перемогу у фіналі Кубку виклику Футбольної асоціації Ботсвани над Ботсвана Діфенс Форс XI, і, таким чином, реваншувався за поразку від цього ж суперника роком раніше в Кубку виклику Футбольної асоціації Ботсвани.
Цей успіх в національному Кубку дозволив клубу вперше в своїй історії взяти участь в континентальному турнірі, а саме в Кубку конфедерації в сезоні 2010 року. В цьому турнірі команда поступилася за сумою двох матчів представнику Мозамбіку Кошта да Сул.
Серед найбільш відомих гравців, які грали за Юніон можна виділити гравця національної збірної Могаколі Нгеле, який виступав у складі команди в період між 2007 та 2011 роками.

## Досягнення
- Прем'єр-ліга
  -  Бронзовий призер (2): 2008, 2010

- Південна зона Першого дивізіону Чемпіонату Ботсвани з футболу
  -  Чемпіон (1): 2006
  -  Бронзовий призер (1): 2015

- Кубок виклику Футбольної асоціації Ботсвани
  -  Володар (1): 2009
  -  Фіналіст (1): 2008

## Статистика виступів на континентальних турнірах
| Сезон | Турнір                 | Раунд      | Клуб         | Вдома | На виїзді | Загальний |
| ----- | ---------------------- | ---------- | ------------ | ----- | --------- | --------- |
| 2010  | Кубок конфедерації КАФ | Попередній | Кошта да Сул | 1-3   | 0-2       | 1-5       |

## Відомі гравці
- Могаколі Нгеле